# Ruşana Nurjawowa
Ruşana Kultoraýewna Nurjawowa (ur. 22 czerwca 1994) – turkmeńska judoczka. Olimpijka z Rio de Janeiro 2016, gdzie zajęła siedemnaste miejsce w wadze lekkiej.
Uczestniczka mistrzostw świata w 2014 i 2015. Startowała w Pucharze Świata w 2012 i 2013. Siódma na mistrzostwach Azji w 2016 roku.

## Letnie Igrzyska Olimpijskie 2016
| Konkurencja | Eliminacje             | Klas. końcowa |
| Konkurencja | Przeciwnik I           | Miejsce       |
| ----------- | ---------------------- | ------------- |
| 57 kg       | Hedvig Karakas (HUN) P | 17.           |